# القراقرة (سطات)
لقراقرة هي قرية في إقليم سطات ضمن جهة الشاوية ورديغة بالغرب المغربي. كان مجموع عدد سكان الجماعة القروية لقراقرة 10.262 نسمة.(تعداد السكان الرسمي 2004)